# Saturation transfer
Saturation transfer är en NMR-spektroskopisk metod. Proceduren föreslogs först av Sture Forsén och Ragnar Hoffman och benämns också Forsén-Hoffman-metoden. I saturation transfer används kärnmagnetisk resonansspektroskopi (NMR) för att mäta förhållandevis långsamma molekylära processer, till exempel långsamma rotationer runt en kemisk bindning eller bindning av ligander. De ligandbindningsprocesser som kan studeras har dissociationskonstanter i området 10-3-10-8 M.
Tekniken används för studier av bland annat kvantifiering av energimetabolismen i njurarna och att studera inbindningen av läkemedel till deras målmolekyler i lösning.